# ペンシルバニア鉄道

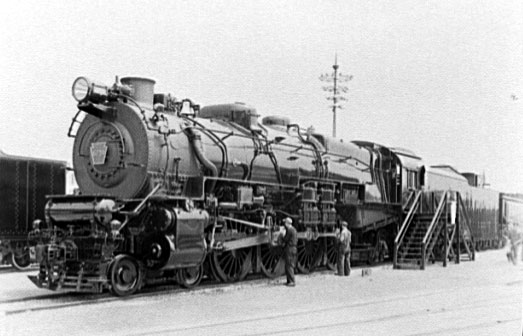
1939年のニューヨーク万国博覧会で展示されるM1形蒸気機関車

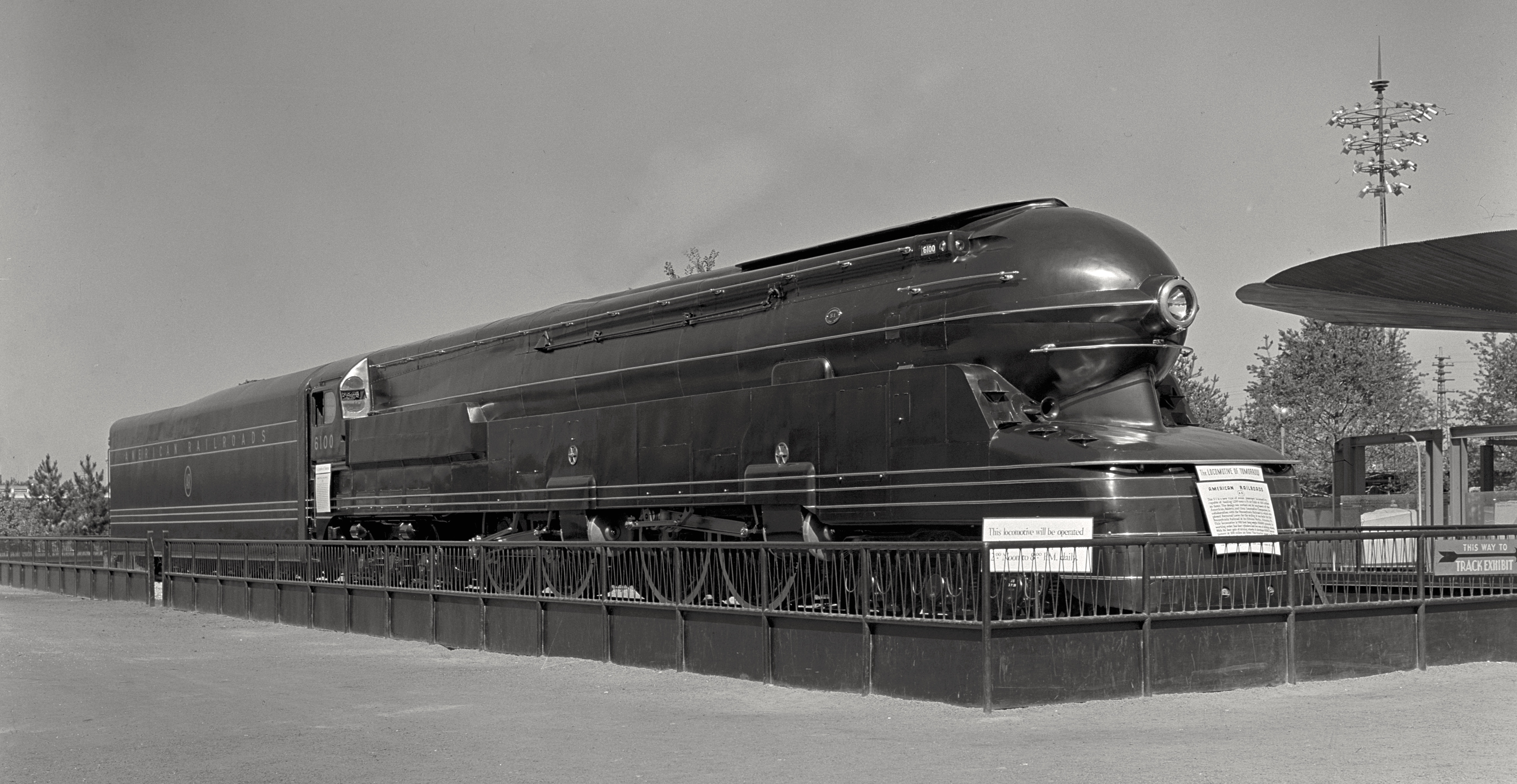
1939年のニューヨーク万国博覧会で展示されるS1形蒸気機関車

ペンシルバニア鉄道（ペンシルバニアてつどう、英語: Pennsylvania Railroad、報告記号はPRR）は、1846年に設立された、アメリカ合衆国の一級鉄道である。本社をペンシルベニア州フィラデルフィアにおき、一般的にペンシー (Pennsy) と呼ばれていた。
PRRは、20世紀前半の期間中、アメリカ合衆国において輸送量および収入において最大の鉄道会社で、また一時期は世界で最大の株式公開企業であった。その規模が最大の時期には、約10,000マイル（約16,000 km）の鉄道路線を抱え、1920年代には路線長が近いユニオン・パシフィック鉄道（UP）やアッチソン・トピカ・アンド・サンタフェ鉄道（AT&SF）などと比較して貨物の輸送トンマイルにして3倍の輸送量を持っていた。最大のライバルはニューヨーク・セントラル鉄道（NYC）で、ペンシルバニア鉄道の4分の3ほどの輸送量であった。
その歴史の中で、PRRは少なくとも800の鉄道会社と合併あるいは株式を保有していた。PRRは今でも配当金の最長連続支払い記録を持っており、株主に対して毎年の配当金を100年以上継続して払い続けていた。ある時期には、PRRの予算はアメリカ合衆国の連邦政府の予算より大きかった。また最大の時期には約250,000人の従業員を雇っていた。
第二次世界大戦後、自家用車の普及と航空路線の拡大により鉄道需要は減少期に突入した。1946年、PRRは創業以来初めて赤字決算となった。その後も業績は悪化し、設備の更新が困難となり、営業に支障をきたすようになった。1968年にライバルのニューヨーク・セントラル鉄道と合併し、ペン・セントラル鉄道となった。そして政府が保証していた2億ドルの運営資金融資の引き上げなどにより、ペン・セントラル鉄道は1970年6月21日に倒産保護の申請に至った。
ペン・セントラル鉄道の鉄道網のうち、存続可能な部分は1976年にコンレールへ移管され国有化された。長距離旅客部門はアムトラックに吸収された。1999年、貨物専業のノーフォーク・サザン鉄道とCSXトランスポーテーションの2社はほぼ同じ比率でコンレールを買収し、ペンシルバニア州を横断するかつての本線を含めかつてのペンシルベニア鉄道の路線の大半はノーフォーク・サザン鉄道の所有となった。
PRRの社章は、ペンシルベニア州章でもあるキーストーンにPRRの文字を組み合わせたものであった。色が付けられる場合には、明るい赤にシルバーグレイの縁取りと文字になっていた。
「Pennsylvania」は現代日本語では「ペンシルベニア」と表記するのが一般的であるが、当項目では工学分野での慣例を重視し「ペンシルバニア」と表記する。

## 歴史

### 本線

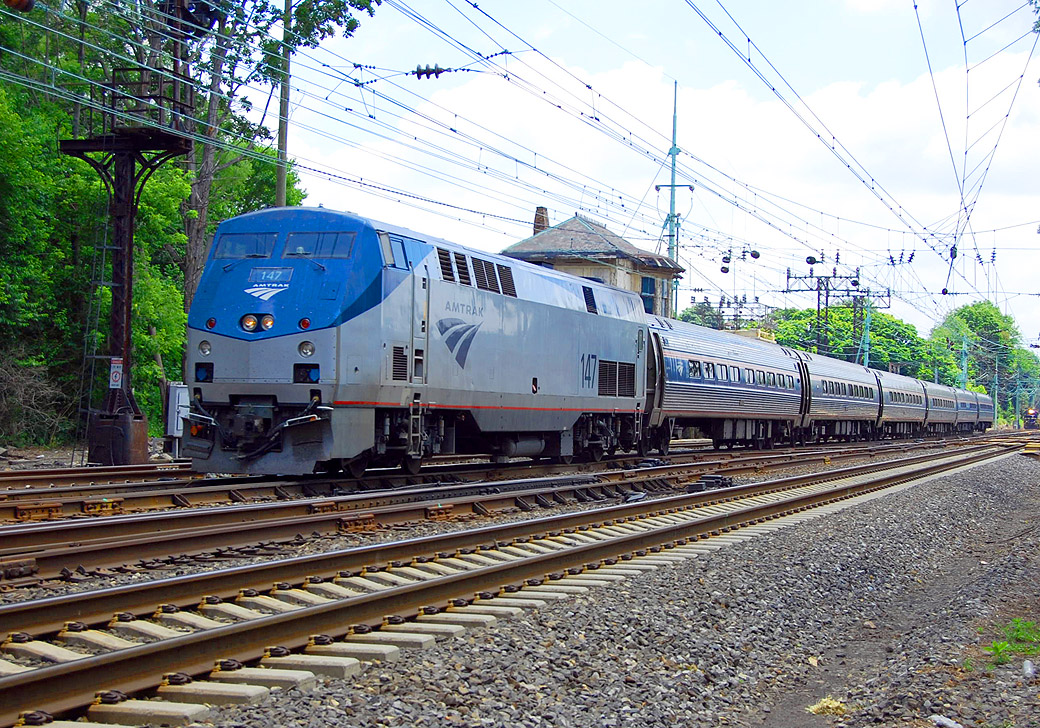
アムトラックの「ペンシルバニアン」は、かつてのPRRの本線を経由してニューヨークとピッツバーグの間を毎日結んでいる

ペンシルバニア州は、メインライン・オブ・パブリックワークスの一環として、ハリスバーグとピッツバーグを結ぶ鉄道を建設するためにPRRに1846年に路線特許を与えた。ハリスバーグから西へ向かうこの路線は、ペンシルバニア州を横断して鉄道と運河で結ぶ本線（メインライン）の計画を完成させるものであった。
フィラデルフィアの市政府から部分的に出資を受けた資本により、本線の西側の部分の工事は1854年に完成し、フィラデルフィアから州を横断してピッツバーグまでの鉄道の運行が可能となった。1857年にPRRは本線を州から買収した。この路線は今もなおペンシルバニア州を横断する重要な路線となっており、アムトラックのフィラデルフィアとハリスバーグを結ぶ主要路線で、またノーフォーク・サザン鉄道のピッツバーグ支線の一部となっている。この区間には、有名な鉄道史跡であるホースシューカーブが含まれている。また、この本線（メイン・ライン）沿線地帯には旧家や富豪宅が多いことから、「メイン・ライン（en:Philadelphia Main Line）」は富裕層を暗示する俗語にもなった。

### ニューヨーク - フィラデルフィア - ボルチモア - ワシントン間

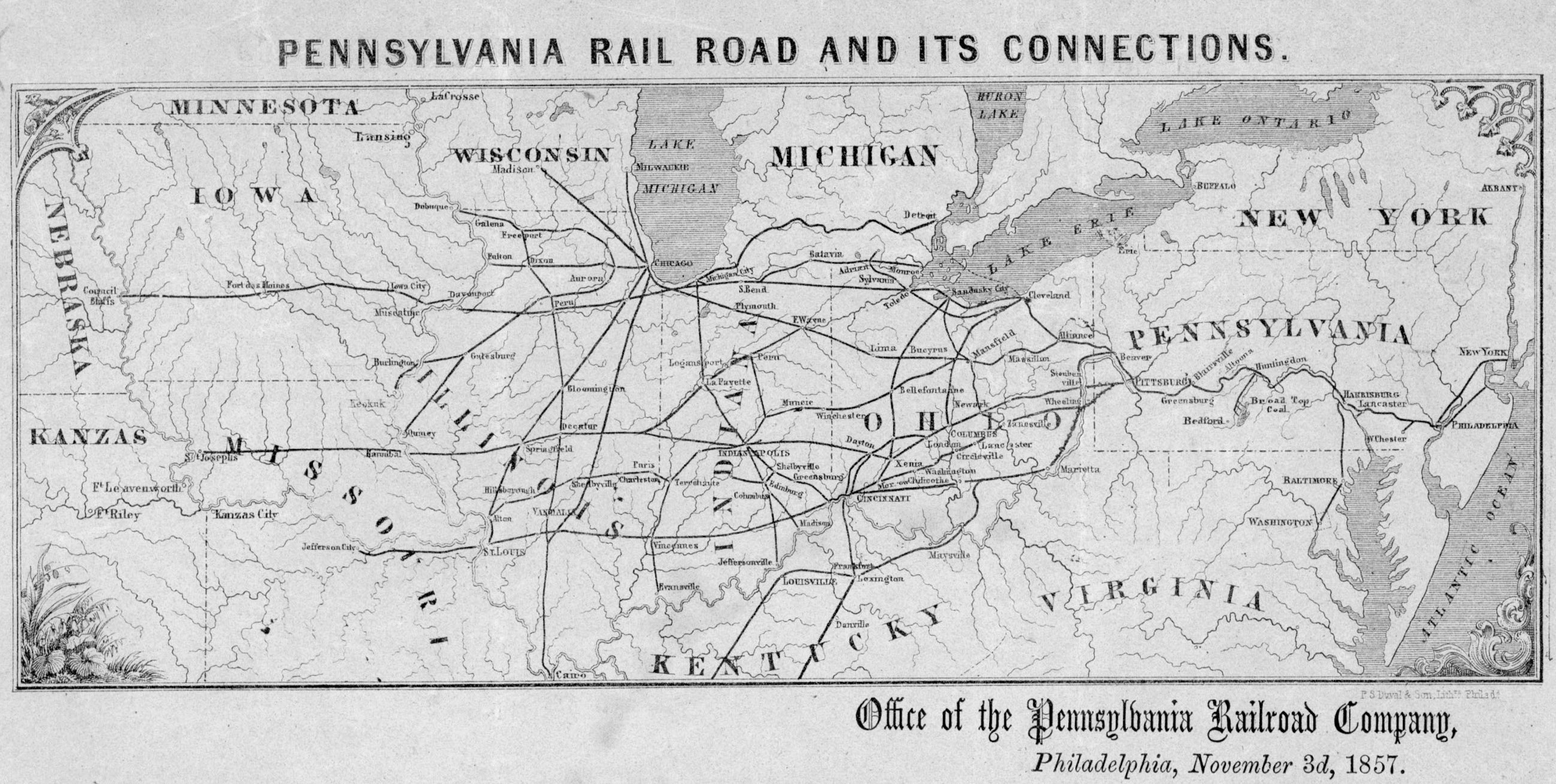
1857年11月3日時点のPRRの地図

1893年のPRRの地図

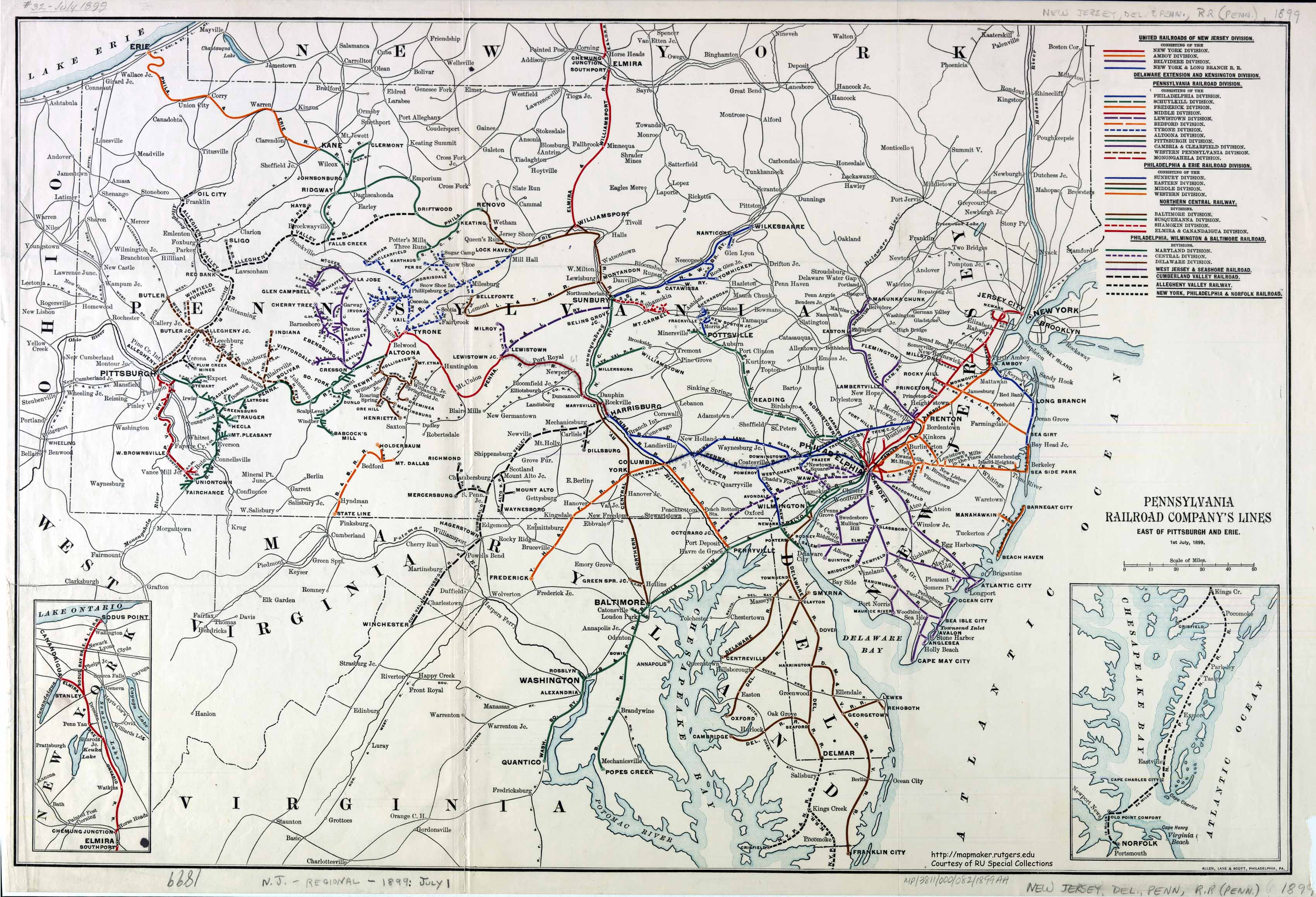
1899年時点の東部の路線網

1860年代初期、PRRはノーザン・セントラル鉄道の支配権を得て、コロンビアあるいはハリスバーグ接続で、サスケハナ川沿いにメリーランド州ボルチモアまでの路線を得た。
1871年12月1日、PRRはユナイテッド・ニュージャージー鉄道運河を借り受けた。これにはフィラデルフィアからデラウェア川の対岸にあるカムデンから、ニューヨークからラリタン湾の対岸にあるサウスアンボイまでを結ぶ当初のカムデン・アンド・アンボイ鉄道の区間や、それより新しいフィラデルフィアからトレントンを経由してニューヨークにより近いジャージーシティまでを結ぶ路線などを含んでいた。フィラデルフィアにおける線路の接続はコネクティング鉄道およびジャンクション鉄道によって実現した。
PRR傘下のボルチモア・アンド・ポトマック鉄道は、ボルチモアとワシントンD.C.の間を1872年7月2日に開通させた。この経路では、ボルチモアにおいて市の北側へ向かう路線との乗り継ぎに馬車鉄道を利用する必要があった。1873年6月29日にボルチモアを縦貫してボルチモア・アンド・ポトマックトンネルが開通した。PRRは、紛らわしい名前であるがペンシルバニア・エア・ライン (Pennsylvania Air Line) という名前の運行をペンシルベニア州コロンビアとの間でノーザン・セントラル鉄道経由で運行開始した。この経路は従来の経路より54.5マイル (87.5 km) 長かったが、ボルチモアにおける乗換の必要がなかった。ボルチモアのユニオン鉄道は、1873年7月24日に開通した。この経路はボルチモアにおける乗換の必要をなくした。PRRは、ユニオン鉄道およびフィラデルフィア・ウィルミントン・アンド・ボルチモア鉄道と契約を結んでこの路線を利用することにした。PRRのニューヨークとワシントンD.C.を結ぶ列車は翌日からこの経路を運行し始め、ペンシルバニア・エア・ラインの運行は終了した。1880年代初期には、PRRはフィラデルフィア・ウィルミントン・アンド・ボルチモア鉄道の株の過半を取得した。これによりボルチモア・アンド・オハイオ鉄道は、フィラデルフィアまでの経路を維持し、そこでレディング鉄道に接続してニューヨークまでの旅客列車「ロイヤル・ブルー」の運行を続けるために、ボルチモア・アンド・フィラデルフィア鉄道を建設しなければならなくなった。
1885年にPRRは、ニューヨークからフィラデルフィアを経由してワシントンD.C.までの停車駅の限られた列車の運行を開始した。この列車は「議会特急」(Congressional Limited Express) として知られるようになった。この列車の運行は拡大され、1920年代にはニューヨーク - フィラデルフィア - ワシントンD.C.間の列車を1時間おきに運行するようになった。1950年代初期には、18両のステンレス鋼製流線形車両がニューヨーク - ワシントンD.C.間のモーニング・コングレッショナル (Morning Congressional)およびアフタヌーン・コングレッショナル (Afternoon Congressional)、そしてボストン - ワシントンD.C.間のセネター (Senator) に投入された。

### ニューヨーク - シカゴ間
ピッツバーグ - シカゴ間の路線建設は、オハイオ・アンド・ペンシルバニア鉄道、オハイオ・アンド・インディアナ鉄道、フォートウェイン・アンド・シカゴ鉄道により、1849年から工事がはじめられた。3社は1856年にピッツバーグ・フォートウェイン・アンド・シカゴ鉄道に統合し、1859年1月1日にピッツバーグ - シカゴ間が全通した。ピッツバーグ・フォートウェイン・アンド・シカゴ鉄道が設立された時期からPRRの資本面での関与が強まり、1869年7月1日に公式に借り受けた。この借り受けにより、PRRは北部オハイオ州およびインディアナ州を経由して、当時発展しつつあった鉄道の拠点都市シカゴへ到る直接的な経路を支配下におさめた。しかし、1871年 - 1918年の間は持株会社のペンシルバニア・カンパニーによる間接的な支配であった。
1887年6月15日、ニューヨーク - シカゴ間に「ペンシルバニア特急」(Pennsylvania Limited) の運行を開始した。これは客車の端部を屋根で覆って列車全長にわたって安全に旅客が移動できるようにするベスティビュールを初めて採用した列車でもあった。1902年にペンシルバニア特急はペンシルバニア・スペシャル (Pennsylvania Special) となり、これは1912年にブロードウェイ特急となって、PRR史上最も有名な列車となった。この列車はニューヨーク - シカゴ間をフィラデルフィア経由で運行し、またハリスバーグやワシントンD.C.への区間列車もあった。のちにワシントンD.C. - シカゴ間の列車は独立した「リバティ特急」(Liberty Limited) となった。

### 緩勾配路線
1900年ころ、PRRは急勾配区間を迂回する貨物用の緩勾配路線を複数建設した。以下のような区間がある。
- 1892年: トレントン支線・トレントン・カットオフ鉄道、ペンシルベニア州グレン・ロッホから東へモーリスビル（英語版）まで、緩勾配であるだけでなくフィラデルフィアにおける長距離迂回路線であった。
- 1892年: ウェイバリー・アンド・パサイック鉄道（英語版）（ニューヨーク・ベイ鉄道によって完成）、ニュージャージー州ウェイバリーからニュージャージー州カーニーまで。
- 1904年: ガリツィントンネルから東へニューポーテッジジャンクションまで、さらに北へホリデイズバーグ支線アルトゥーナまで、ニューポーテッジ鉄道（英語版）の再開通。
- 1906年: ソーンデール（英語版）から東へグレンロッホまで、フィラデルフィア・アンド・ソーンデール支線、1989年にコンレールが廃止。
- 1906年: ノーザン・セントラル鉄道経由でハリスバーグから南へウェイゴジャンクションへ、そこから東へパークスバーグ（英語版）までアトグレン・アンド・サスケハナ鉄道（英語版）、1990年にコンレールが廃止。

ペンシルバニア・アンド・ニューアーク鉄道は、ペンシルベニア州モーリスビルからニュージャージー州コロニアまでの緩勾配路線を建設するために1905年に設立された。この路線は完成しなかったが、デラウェア川の橋脚などトレントン地区においていくらかの工事が行われた。コロニアの北では別線を建設する予定であったが、代わりに既存の路線に並行して2本の線路が建設された。工事は1916年に中止された。

### 電化

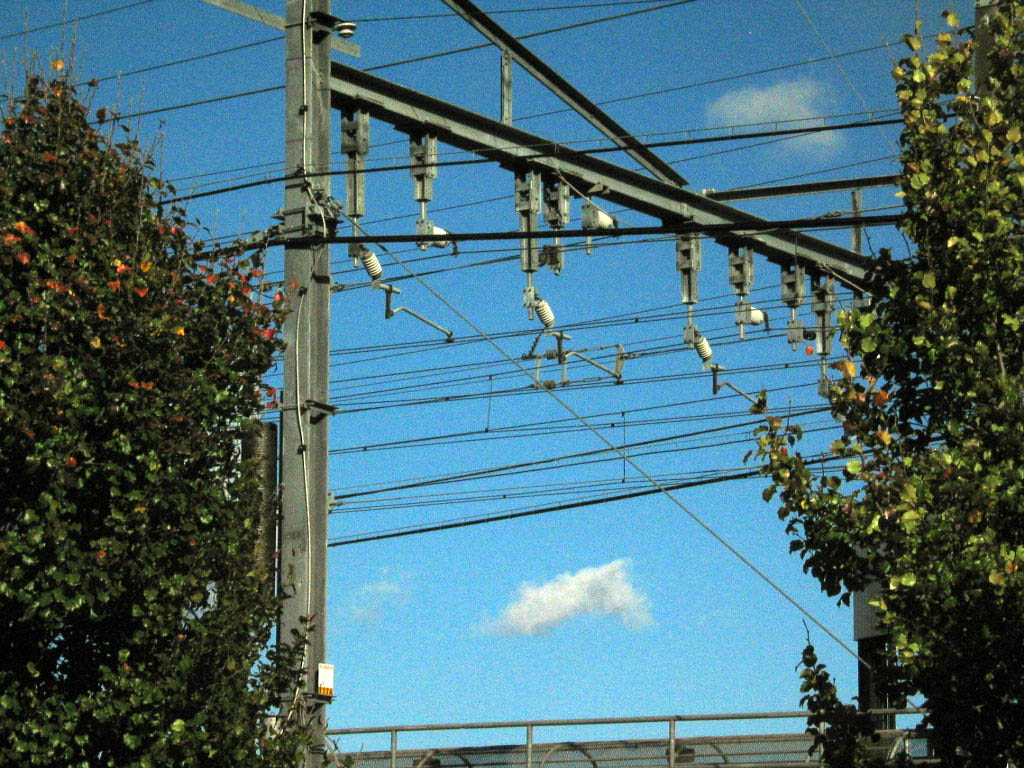
北東回廊における架線

20世紀初頭、PRRは自社の列車の運行の電化を試み始めた。最初はニューヨークのターミナル駅周辺であった。PRRのニューヨーク側の終着駅は永らくジャージーシティにあった。ここからマンハッタン島に路線が延伸されたのは1910年のことで、ハドソン川に長大トンネルを掘ってニューヨークの一等地に新駅「ペンシルベニア駅」を建設し、ニューヘイブン鉄道やロングアイランド鉄道との直通運転を開始した。ここでは長大トンネルのために蒸気機関車を使えず、直流650 V第三軌条方式で電化され、PRRの機関車とロングアイランド鉄道の電車が運行された。
次の電化はフィラデルフィアのターミナル駅周辺で、ブロード・ストリート駅を発着する近郊列車に対して架線を使って電力を送ることを決めた。ニューヨークの方式と異なり、25 Hz11,000 V電化が採用され、これ以降の電化においてもこの方式が採用された。1915年にはフィラデルフィアからパオリまでの電化が完成した。ほかにフィラデルフィア周辺で電化されたものとしては、チェスナット・ヒル支線（1918年）、ホワイト・マーシュ（1924年）、ウェスト・チェスター支線（1928年）、本線のウィルミントンまで、そして1930年には本線のトレントンまでおよびノーリスタウン支線などがある。
PRR社長のウィリアム・アッターベリーは1928年にニューヨーク - フィラデルフィア - ワシントンD.C. - ハリスバーグ間の電化計画を発表した。1933年1月にニューヨーク - フィラデルフィア/ウィルミントン/パオリ間の本線通し運行が開始された。フィラデルフィアとワシントンの間の最初の電化試運転列車は1935年1月28日に運転された。2月1日の上下の議会特急がニューヨークとワシントンD.C.の間で定期列車が電気運転となった最初で、GG1形電気機関車が牽引した。これらの都市間を運行するすべての定期旅客列車は3月15日までに電気運転に移行した。
1928年に開始された電化プロジェクトの完成に向けて、1937年1月27日から本線のパオリからハリスバーグまで、モーリスビルからコロンビアを通ってペンシルベニア州エノラヤードまでの緩勾配貨物路線、メリーランド州ペリービルからコロンビアまでの貨物線、モンマスジャンクションからサウス・アンボイまでの貨物線、メリーランド州ランドオーバーからワシントンD.C.を通ってバージニア州アレクサンドリアのポトマックヤードまでの貨物線の電化工事が開始された。翌年1月15日、新しく電化の完成したフィラデルフィアからハリスバーグまでの路線を初めての電気運転の旅客列車「メトロポリタン」が運行した。4月15日、電気運転の貨物列車がハリスバーグからエノラヤードまで運転を開始し、これによりPRRの東海岸電化計画が完成した。電化路線長は合計2,677マイル (4,308 km) に達し、これはアメリカ合衆国において電化されている路線の41パーセントであった。この電化路線の一部は今でも使用されており、アムトラックが所有し運行している北東回廊とキーストーン回廊の高速鉄道路線となっている。

### ペン・セントラル鉄道への合併とコンレール
世界標準の鉄道として永らく繁栄を誇ったPRRも、1950年代以降は衰退の道を歩んだ。自家用車や航空機の発達は旅客を奪い、東部や中西部の（西部に対する）経済的地位の低下は貨物輸送量の低下をもたらし、過剰設備の問題に悩まされることになった。東部の鉄道会社は、経営の先行きに不安を抱えていたが、その対応策として用いられたのが合併策であった。
1968年2月1日、PRRは最大のライバルであったニューヨーク・セントラル鉄道と合併してペン・セントラル鉄道を発足させた。州際通商委員会は、1969年にニューヘイブン鉄道もこの合併に加えるように要求した。インフレーション、経営のまずさ、異常に厳しい天候、そして政府が保証していた2億ドルの運営資金融資の引き上げなどの一連の出来事により、ペン・セントラル鉄道は1970年6月21日に倒産保護の申請に至った。ペン・セントラル鉄道の路線網は、1970年代にアムトラック（北東回廊およびキーストーン回廊）とコンレールに分割された。
1999年のコンレールの分割後、かつてPRRが運行していた部分はおおむねノーフォーク・サザン鉄道となった。コンレールの分割の結果としてCSXトランスポーテーションが保有することになった旧PRR区間としては、1. 西部オハイオ州と北部インディアナ州を通るフォートウェイン線の西側、2. ワシントンD.C.のすぐ東側のメリーランド州のポープス・クリーク支線、3. アムトラックの北東回廊とCSXの旧ボルチモア・アンド・オハイオ鉄道アレクサンドリア延長線を結ぶかつてのPRR貨物線を北端とし、そしてポトマック川に架かる14番通り橋経由でCSXのRF&P支線を南端とする、ランドオーバー支線である。

### 年表
- 1846年: PRRがハリスバーグからピッツバーグまでの路線を建設する特許を受ける。
- 1850年: アルトゥーナ工場の建設開始。
- 1860年 - 1890年: PRRが合衆国東部に路線網を拡張する。
  - 1869年: ピッツバーグ・フォートウェイン・アンド・シカゴ鉄道を借り受けて、中西部の中心部まで直接到る経路を支配下に収める。
- 1885年: ニューヨークとワシントンD.C.を結ぶ議会特急が運行開始される。
- 1887年: ニューヨーク - シカゴ間にペンシルバニア特急運行開始。最初のベスティビュール付列車[14]。
- 1894年: ペンシルバニア・パシフィック・コーポレーション設立。
- 1902年: ペンシルバニア・スペシャル運行開始、ペンシルバニア特急を置き換える[15]。
- 1906年: 1906年アトランティックシティ鉄道事故、53人死亡。
- 1910年: ニューヨークにペンシルベニア駅が開業。電化されたトンネルとターミナル駅により、マンハッタンへの直通運行が可能となった。
- 1912年: ブロードウェイ特急運行開始、ペンシルバニア・スペシャルを置き換える。
- 1915年: PRRがフィラデルフィア近郊の路線網を電化する。
- 1916年: 新しいモットー「世界標準の鉄道」(Standard Railroad of the World) を導入する。最初のデカポッド型蒸気機関車I1s形（英語版）が完成、入換機関車のA5s、B6sb形（英語版）が導入される。
- 1918年: PRRの株価が1877年以来最低となる40.25ドル（21世紀初めの587.06ドルにあたる）で底を打つ。政府の鉄道規制が大きな原因。アメリカ合衆国鉄道管理局が運行する緊急貨物列車が、混雑緩和の目的でニューヨークのペンシルベニア駅とノース・リバー・トンネルを経由して運行される。N1s形（英語版）が西部路線向けに導入される。フィラデルフィア中心部とチェスナット・ヒルの間の通勤路線を電化する。
- 1928年 - 1938年: ニューヨーク - ワシントンD.C.間の本線、シカゴ - フィラデルフィア間の本線のうちハリスバーグとパオリの間、フィラデルフィアおよびニューヨーク近郊の通勤路線、主な貨物線などを電化する。
- 1943年: フランクフォード・ジャンクション事故で79人が死亡する。
- 1946年: PRRが歴史上初めて損失を計上する[16]。
- 1951年: ウッドブリッジ事故（英語版）で85人が死亡する。
- 1957年: 蒸気機関車の運用終了。
- 1968年: ペンシルバニア鉄道とニューヨーク・セントラル鉄道が合併してペン・セントラル鉄道が発足する。

#### PRR以降の時代の年表
- 1970年: ペン・セントラル鉄道が倒産保護を申請する（1970年6月21日）。
- 1976年: アメリカ合衆国政府がペン・セントラル鉄道およびその他の北東部・中西部の破綻した鉄道会社からコンレールを発足させる。
- 1986年: コンレールが民営化される。
- 1998年 - 1999年: アメリカ合衆国政府がコンレールを分割してCSXトランスポーテーションおよびノーフォーク・サザン鉄道が買収することを承認する。

## 施設および車両

### 世界標準の鉄道

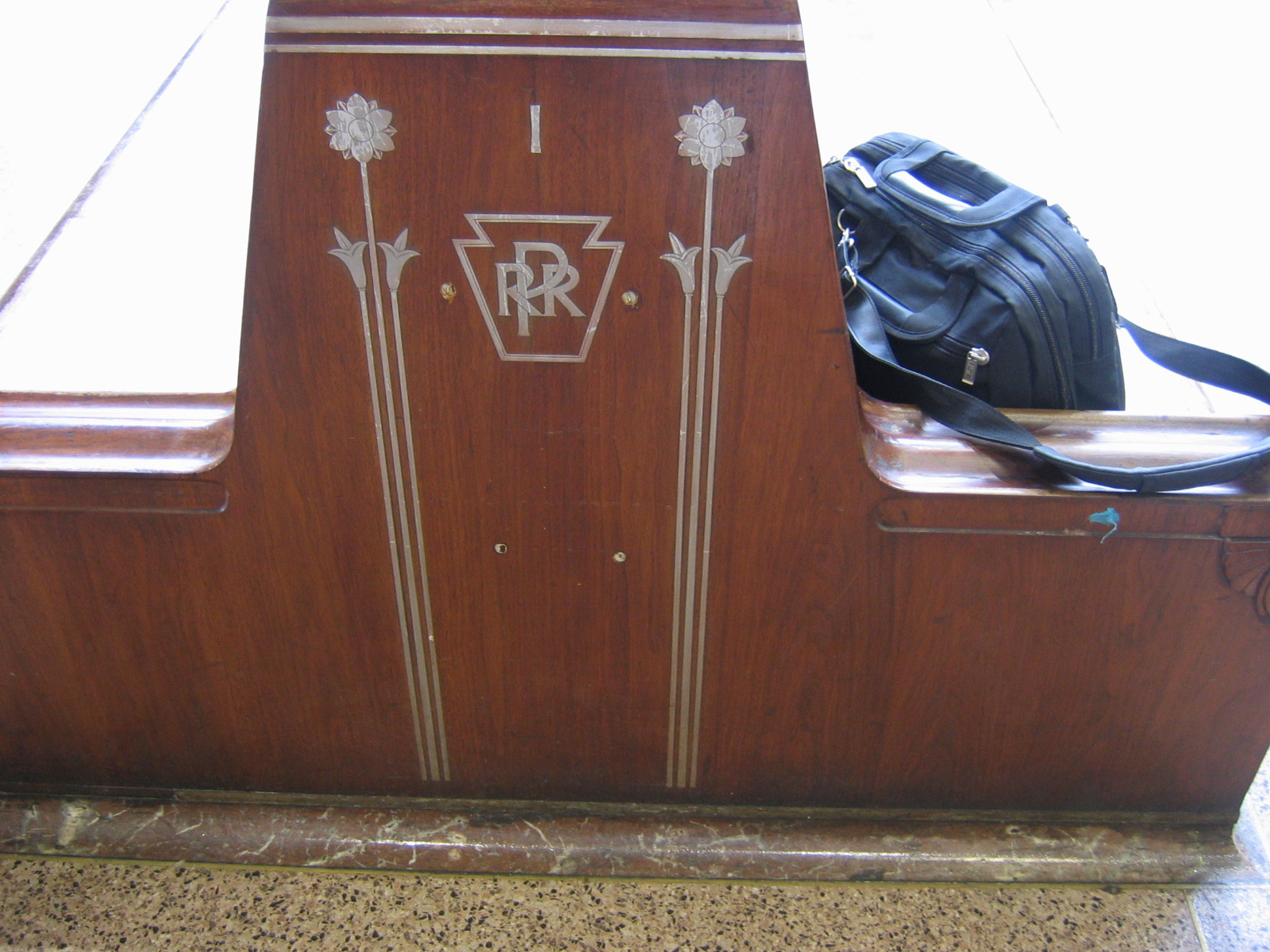
PRRは「世界標準の鉄道」として永久不変の雰囲気を醸し出す努力をしており、駅をPRR自身のロゴマークで飾っていた、写真はニューアークのペンシルベニア駅のもの

1916年にPRRは「世界標準の鉄道」(Standard Railroad of the World) というキャッチコピーの使用を開始した。これはPRRが、ほかのすべての鉄道が目標とする標準であるとみなされていたことを意味する。長い間、これは事実であった。木製客車を完全に鋼製客車に置き換えた最初の鉄道であり、最初にベスティビュール付き列車を導入した鉄道であった。その歴史上、多くの安全・効率に関する改良を行ってきた。しかし末期にはこのキャッチコピーの使用を取りやめた。
PRRは他の意味でも「標準」であった。PRRは、標準化の初期の提唱者であった。ほかの鉄道会社は使えるものなら何でも使っていたが、PRRでは車両や設備の設計を試験し実験していた。正しい設計を見出したならば、これは会社全体にとっての標準とされた。これにより鉄道には統一感があり、また費用を削減することができた。これは、その時点でメーカーから手に入るものを何でも、小さな生産数で購入していた他の鉄道会社とは異なっていた。PRRはまた、車両の標準塗装を採用した初期の会社でもあった。

### 車両の塗装
前述したように、PRRでは塗装が標準化されていた。機関車はほとんど黒に見えるくらい濃い緑に塗られていた。この色の公式な名前は濃緑機関車エナメル (DGLE: Dark Green Locomotive Enamel) である。しばしば「ブランズウィック・グリーン」(Brunswick Green) と呼ばれる。機関車の車台は黒で塗られ、「トゥルー・ブラック」(True Black) と呼ばれた。PRRの客車はトスカナレッドで塗られていた。これは煉瓦の色のような赤であった。一部の電気機関車とほとんどの旅客用ディーゼル機関車もトスカナレッドで塗られていた。貨車は独自の色で塗られ、「貨車色」(Freight Car Color) と呼ばれた。鉄の酸化物のような赤である。旅客用機関車と客車では、レタリングと縁取りはもともと金箔が使われていた。第二次世界大戦後は、「バフ・イエロー」(Buff Yellow) と呼ばれる淡い黄色でレタリングされていた。

### 信号システム

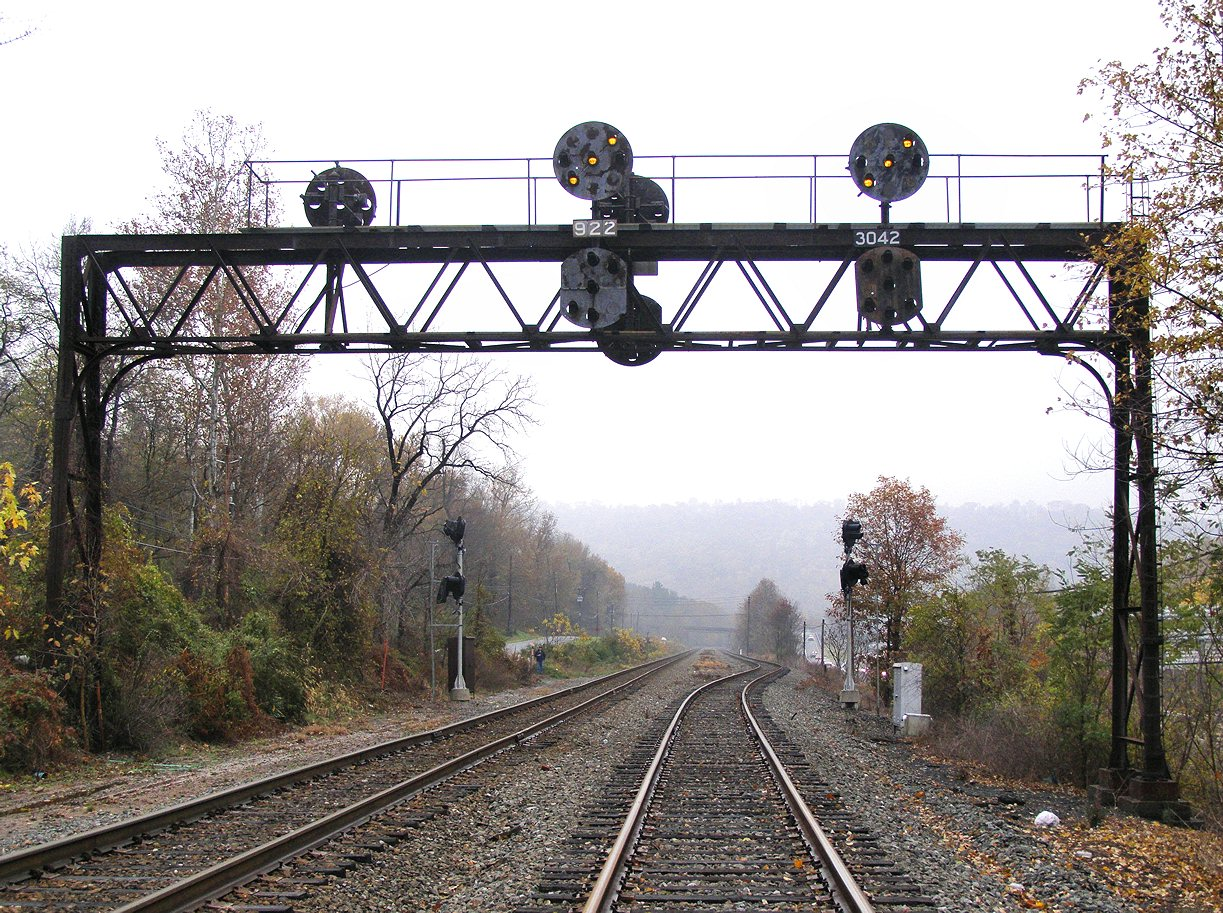
灯列式信号機

基本的な信号現示

PRRは、灯列式信号機を採用した世界でも初期の鉄道である。この方式の信号機は、腕木式信号機を置き換えるために設計されたものであった。霧発生時の視認性が開発の上での要素となっていた。最大9個の電球が大きな丸い機材に取り付けられ、霧の中でも見通せる琥珀色のレンズが使われている。灯列式信号機では、点灯している電球の配列が意味を表している。また、1列に1個の電球が点灯しなくなっている場合であっても現示を判読できるように設計されている。
現示は3つの点灯した電球の並びで示される。この現示の並びは、上向きに動作する腕木式信号機に対応しており、垂直に並んでいるものが進行、45度に並んでいるものが注意、水平に並んでいるものが停止である。日本の中継信号機もこれと同様のものであるが、PRRでは本線信号として用いられる。これに加えて、垂直から左に45度傾けた、注意とは直角に並んでいる灯列も速度制限の現示に使われる。X字に並んでいる灯列はメッセージとして「側線に入れ」を表し、○は電化区間において「パンタグラフを上げよ」を表す。追加の現示は主信号機の下に取り付けられた副信号機によって表示され、場所によってすべての現示を出せるか一部のみであるかが異なっている。
後年、水平の停止を表す現示において外側2つの灯火に赤いレンズがよく使われるようになり、この現示のときは中央の灯火が消されるようになった。
1920年代後半から、PRRは東部のピッツバーグからフィラデルフィア、ニューヨーク、ワシントンD.C.など高速旅客列車が運行される地域においてパルスコード式の車内信号を導入し始めた。この方式では信号は軌道回路によってレールを通じて伝送され、機関車に備えられた受電器によって検知され、信号現示が運転台に表示される。この技術はその後、他の一部のアメリカ合衆国の鉄道で特に旅客列車において採用された。PRRが初導入した時には先進的な技術であったが、現在でもアムトラックによって使用されている。

### 鉄道工場
1849年にPRRの経営陣は、アルトゥーナに修理工場を建設する計画を策定した。建設工事は1850年に開始され、まもなく機械工場、木工場、鍛冶工場、機関車修理工場と鉄工場などを収容する長い建物が完成した。この建物はのちにさらなる拡大工事のためのスペースを捻出するために取り壊された。
その後さらに追加のPRRの修理施設がハリスバーグ、ピッツバーグ、ミッフィンなどにも設置され、アルトゥーナ工場は隣接するジュニアタにも拡張された。発明家のアレクサンダー・グラハム・ベルは2名の助手をアルトゥーナ工場に1875年に派遣して、電話線設置の実現可能性について調査させている。1877年5月、電話線が各部署に設置されてお互いに連絡をとれるようになった。
インディアナ州フォートウェインもPRRにとって重要な場所であった。20世紀になるころには、この修理工場および機関車生産工場は、「西のアルトゥーナ」として知られるようになった。
1945年までに、アルトゥーナ工場は世界でも最大規模の機関車・車両の修理・生産工場に発展した。第二次世界大戦中、アルトゥーナ工場を含むPRRの施設はナチス・ドイツの破壊工作「パストリアス作戦」の標的リストに挙げられていた。この作戦は、任務を果たす前に工作員が拘束されて終わった。
1875年にアルトゥーナ工場には、PRRの車両試験部門が発足した。その後、PRRは鉄道産業にとっての実用性を研究し試験する手順の開発において国を率いる立場となった。試験設備の使用は1968年に終了し、多くの設備が撤去された。

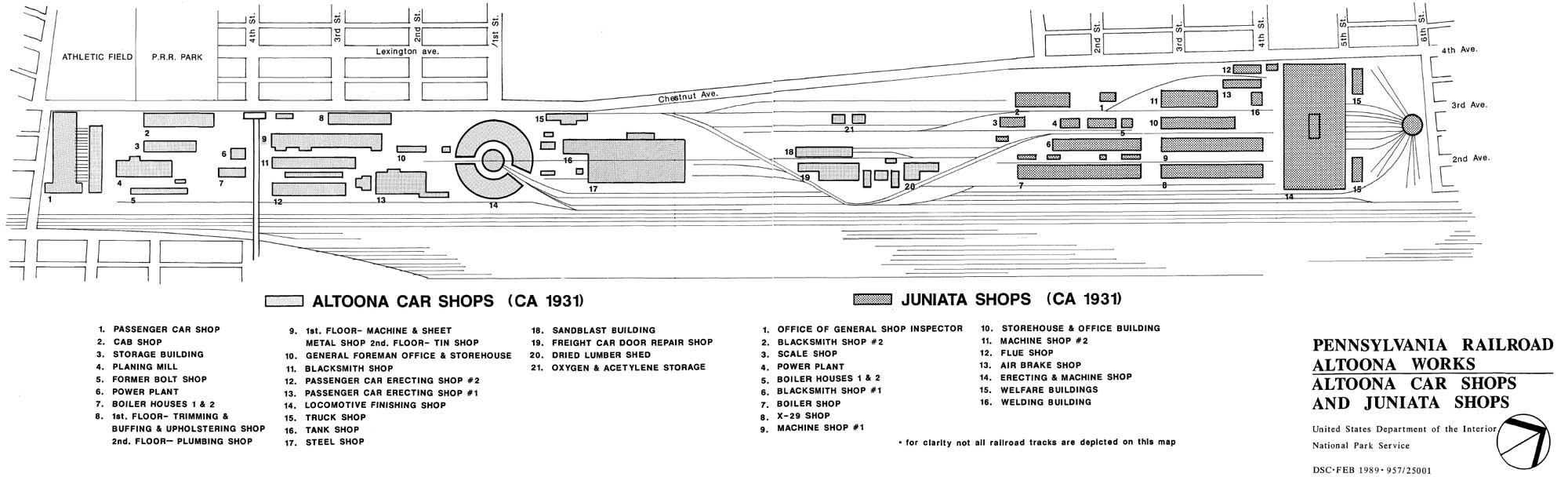
1931年頃のアルトゥーナ工場の構内図

### 蒸気機関車

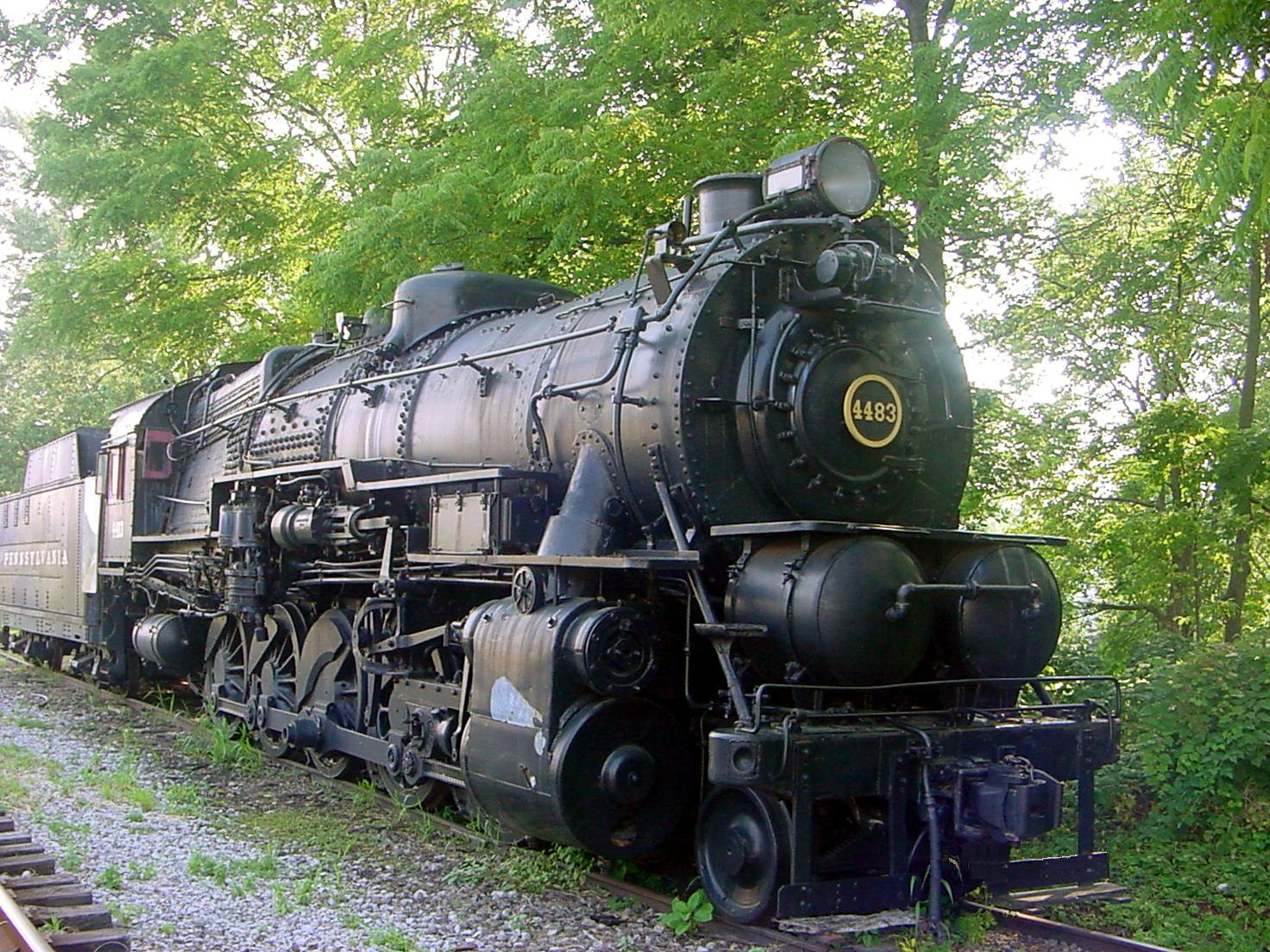
ニューヨーク州ハンバーグで展示されているI1s形4483号

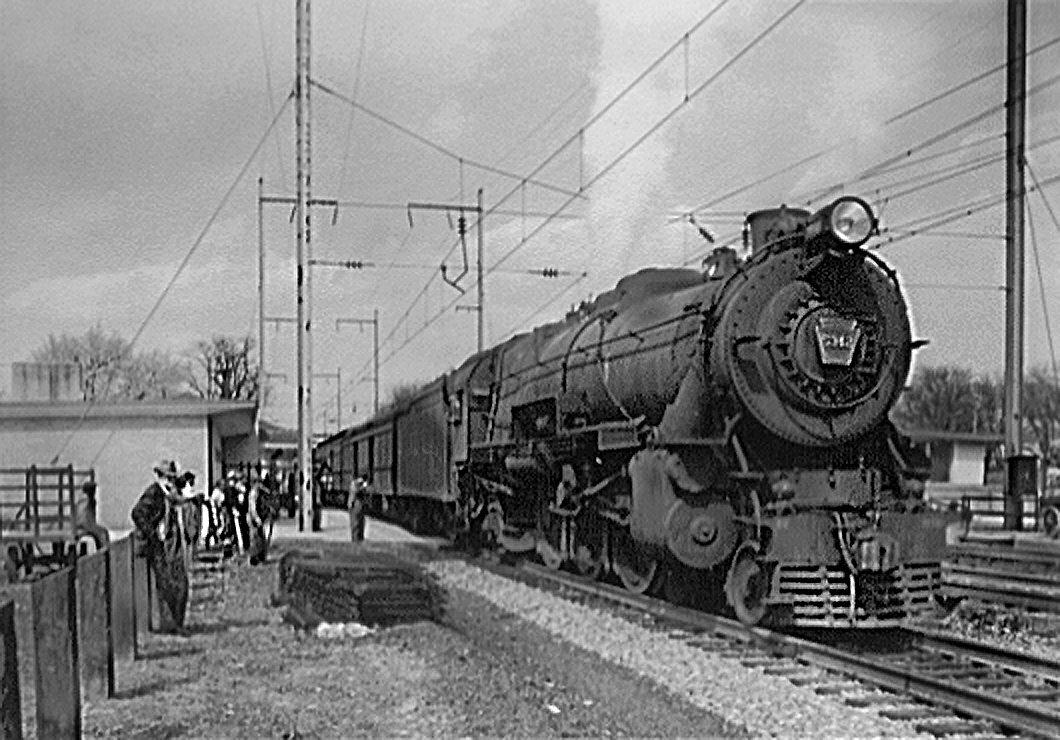
K4s形蒸気機関車、メリーランド州アバディーン、1944年4月26日

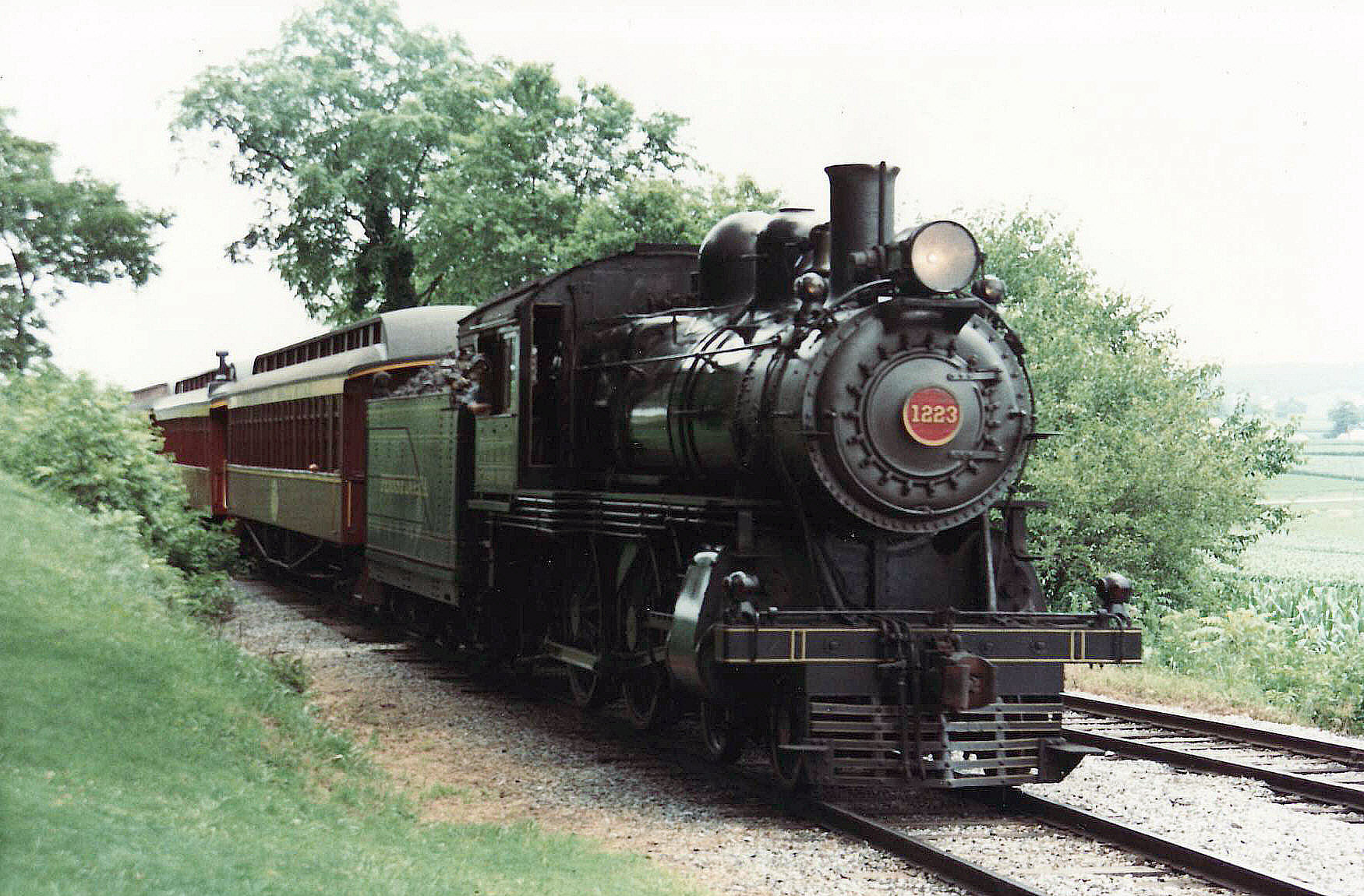
ストラスバーグ鉄道で運用される1223号機関車

PRRは機関車に関しては常に保守的で、機関車の形式についてもその部品についても標準化を追求した。アメリカの鉄道の中ではほとんど唯一、自社で蒸気機関車を設計して自社のアルトゥーナ工場で製造した。PRRはアメリカ合衆国で、蒸気機関車の生産数4位のメーカーであったと考えられている。
PRRが発注する機関車が非常に多かったために、外部のメーカーも利用された。必要とされる機関車の数は、自社工場の生産能力を超えていた。PRRでは外部のメーカーを下請けとして利用しており、自社で設計したものと完全に同じものを製造させた。これは、大まかな仕様だけを与えて設計と製造の詳細はメーカー任せにしていた、他のほとんどの鉄道とは異なっていた。
外部メーカーを利用する際は、フィラデルフィアにあるボールドウィン・ロコモティブ・ワークスがよく使われていた。ボールドウィンはPRRにとって主要な顧客でもあり、PRR線を利用して原材料を入手し完成品を出荷していた。これに加えて両社は同じ都市に本社を置いており、経営陣も技術陣もお互いのことをよく知っていた。PRRとボールドウィンの双方の工場とも能力一杯のときには、発注はオハイオ州ライマにあるライマ・ロコモティブ・ワークスに出された。最後の手段として、ニューヨーク州スケネクタディに本社を置くアメリカン・ロコモティブ（アルコ）に発注された。これはおそらく、PRRにとって最大のライバルであるニューヨーク・セントラル鉄道をアルコが利用していたこと、そしてニューヨーク・セントラル鉄道がよくアルコに発注していたことが原因であると考えられている。
PRRには、機関車の設計において好まれた方式があった。例としては、上部が四角いイギリス方式のベルペア火室である。ほかのアメリカ合衆国の機関車メーカーではあまり例がなく、PRRの特徴であった。またPRRでは、機関車が走行中に水をくみ上げるウォーター・スクープを使用していた。ウォーター・スクープを使うということは、炭水車のうち、走行中に補給することのできない石炭を搭載する部分が水を搭載する部分に比べて比較的大きくなることを意味していた。
PRRの機関車はすっきりした外観を持っていた。本当に必要な装置だけが利用され、機関車にきちんとすえつけられていた。煙室の前には、貨物機では丸いプレートに機関車番号が、旅客機では紋章の要石の形のプレートに機関車番号が入れられていた。煙室周りは、上部に取り付けられた前灯とその背後に設置された蒸気タービン式発電機以外は、すっきりと整えられていた。後年、発電機の方が保守が頻繁に必要であるため、前灯と発電機の配置場所は入れ替えられた。
蒸気機関車には形式分類が設定されていた。初期にはこれは単純にアルファベットの文字であったが、文字が不足する頃には車軸配置ごとに文字を割り当てる方式に移行し、同じ車軸配置で異なる形式のものには文字の次の数字で区別するようになった。さらにサブタイプは小文字のアルファベットで示され、1920年代に新造機関車がすべて過熱式になるまで、過熱式機関車には"s"の記号が付けられていた。このため、例えばK4sa形は車軸配置4-6-2のパシフィック (K) で、PRRで設計されたパシフィックの4番目の形式である。これは過熱式 (s) で、記号についていない初期型に次ぐ、1番目の派生形 (a) である。蒸気機関車は1957年まで運用された。
PRRが蒸気機関車に20世紀半ばまで依存していたことは、衰退の1つの要因となった。蒸気機関車はディーゼル機関車に比べて保守が多く必要で経費が掛かり、運行に多くの人員が必要であった。またPRRは第二次世界大戦中機材の更新ができず、戦争終結時点で荒廃した状態になっていた。これに加えて、第二次世界大戦中およびその直後、Q1形、S1形、T1形などのデュープレックス機関車や、S2形のような蒸気タービン機関車など、不成功に終わった実験機関車に力を注いでいた。多くのライバル鉄道と異なり、PRRでは他社で大きく成功していた車軸配置4-8-4の機関車は1両も導入しなかった。
PRRのライバル鉄道会社は、この時期をディーゼル機関車の導入でよりうまく乗り切った。PRRには歴史的な配慮があり、1957年にペンシルベニア州ノーサンバーランドに代表的な蒸気機関車を集めた扇形庫を自主的に保存し、これを数十年にわたって維持した。これらの機関車は現在ペンシルベニア州ストラスバーグにあるペンシルバニア鉄道博物館に保存されている。これとは大きく異なり、ニューヨーク・セントラル鉄道の経営者アルフレッド・パールマンは2両を除いて機関車を徹底的に解体し、この2両も偶然残されたものであった。
1987年12月18日、ペンシルベニア州はPRRのK4s形蒸気機関車を州の公式蒸気機関車に指定した。保存されている2両の機関車は、ストラスバーグとアルトゥーナに展示されている。

### 電気機関車および電車

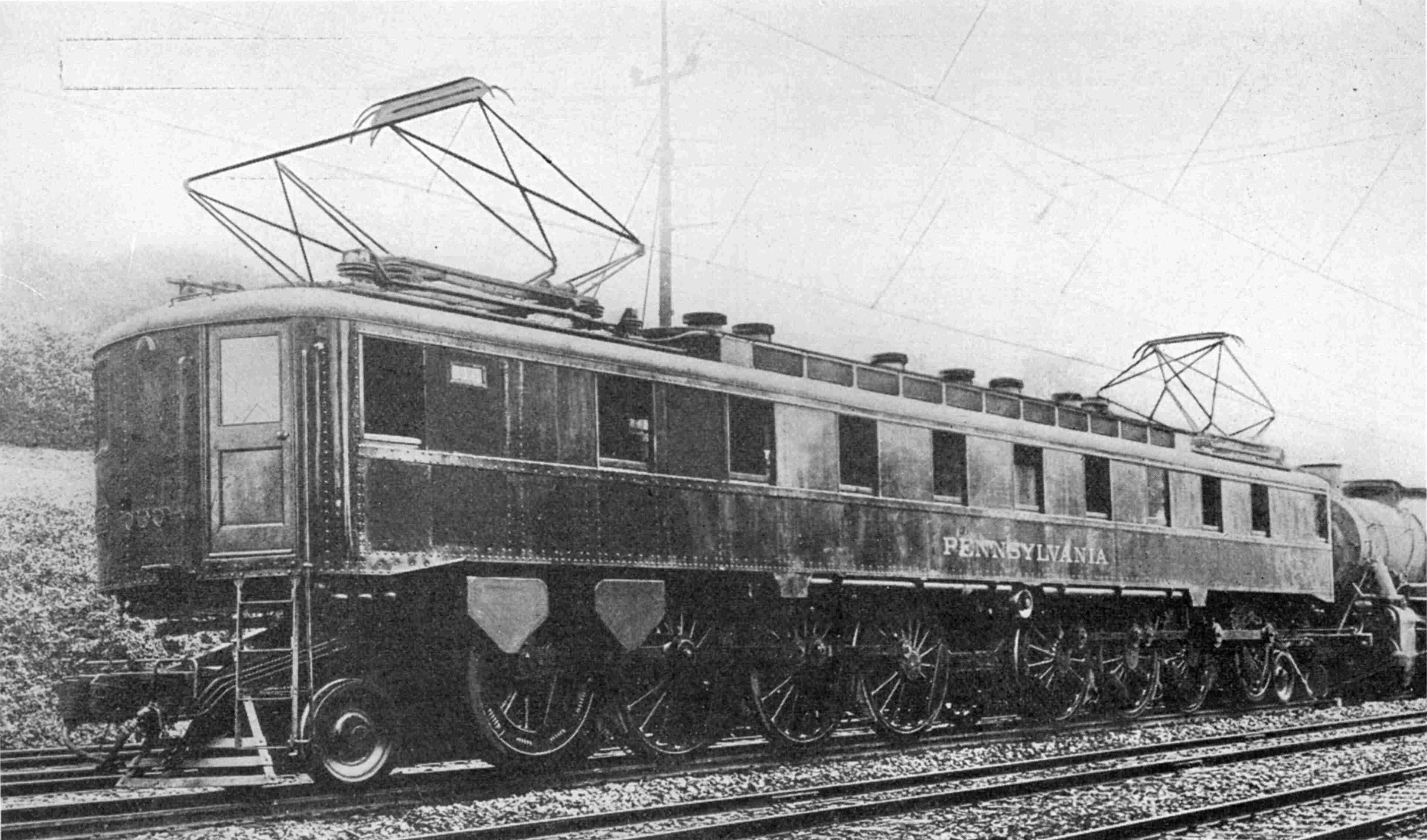
FF1形試作機関車

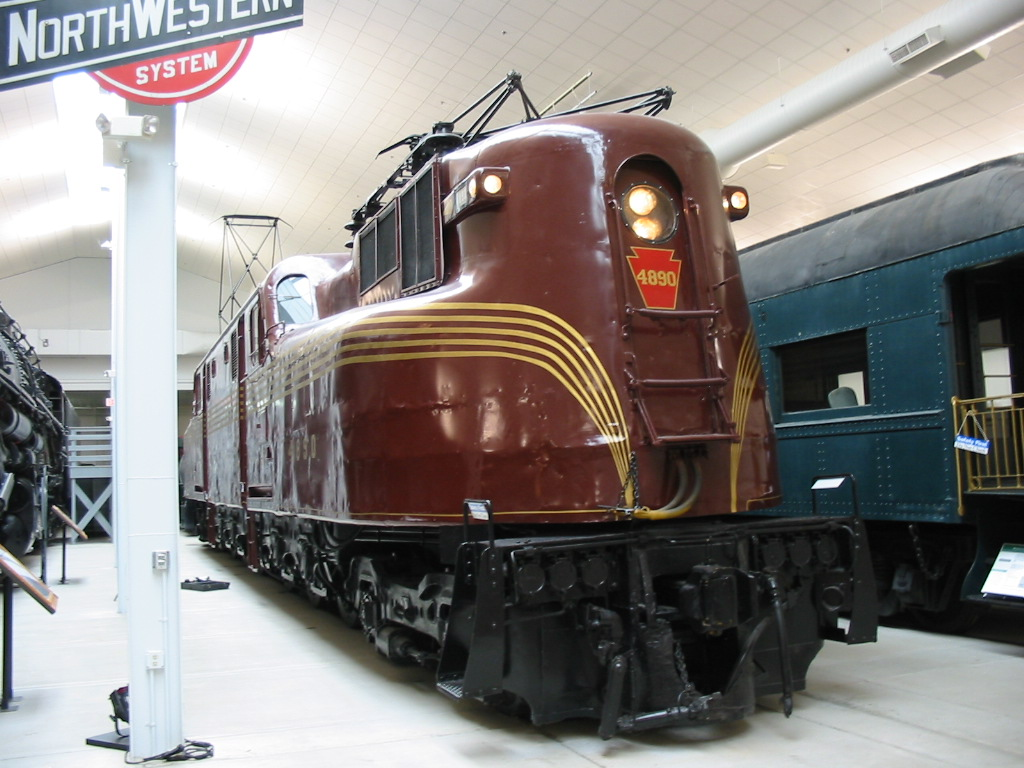
GG1形4890号、アメリカ国立鉄道博物館、ウィスコンシン州グリーンベイ

ノース・リバー・トンネルとニューヨークのペンシルベニア駅の工事が進展している時期、使用される電気機関車の検討は重要なことであった。その当時、製造されていた電気機関車はほんのわずかであった。何両かの試作機関車がPRRおよびウェスティングハウス・エレクトリックの技術陣により設計され、ウェスト・ジャージー・アンド・シーショア鉄道の線路で実験された。こうした実験から、DD1形が開発された。DD1形は背中合わせに重連にして運用された。ウェスティングハウス製の電機品を搭載した33両がアルトゥーナで製造された。85マイル毎時（137 km/h）まで出すことができた。1910年に運用開始され、効率の高さを示した。
長距離電化計画に合わせて、多くの電車も設計された。最初に運用に投入されたのはMP54e1形の93両で、1924年までにこの形式は286両が運用されるようになった。1935年にはMP54e3形の電動車および付随車が43両に達し、MP54形（Mは電動車、Pは座席車、54は車体長：54フィートを表す）の各シリーズ（e2形からe5形まで、e1形を改造してe5形にしたものを含め）は最終的に524両に達した。
1917年には試作のFF1形が1両のみ導入され、数年間にわたって実験的に運行された。交流誘導電動機を使用しロッド駆動式で6軸を駆動していた。14万ポンドの引張力を発揮し、当時使用されていた強度の弱い木造貨車を引きちぎってしまうことがあった。
1924年にはやはりサイドロッド式のL5形が設計された。2両の直流機がニューヨーク地区の電化区間向けに製造され、またもう1両の3930号は交流機として完成しフィラデルフィアに投入された。のちに21両がさらに製造されてニューヨーク向けに投入された。次なる電気機関車としては、3軸の入換機関車が設計され、B1形となった。最初の16両の交流機のうち、2両がフィラデルフィアで、14両がベイ・リッジ線で使用され、また12両の直流機がニューヨークのサニーサイドヤードに割り当てられた。
O1形は軽量の旅客機であった。8両が1930年6月から1931年12月にかけて製造された。P5形も導入され、2両が1931年7月から8月にかけて投入された。これらに続いてわずかに重くなり80マイル毎時 (130 km/h) で走り56,250ポンドの牽引力を出すP5A形も導入された。合計89両が製造された。最初のものは箱型の運転台設計で1932年に運用に投入された。最後の28両は製造中に流線形の運転台に再設計された。このうちの何両かは貨物用にされた。
1933年に2つのまったく新しい機関車が計画された。R1形とGG1形である。R1形は4動軸に対して固定台枠を備えていたが、GG1形は2つの台枠が連接構造とされていた。これら2形式とO1形、P5A形、それにK4s形蒸気機関車は徹底した実験を受けた。デラウェア州クレイモントの近くの特別区間で実験が行われ、ほぼ2年間続いた。この実験の結果としてGG1形が選択され、57両の製造が承認された。最初のGG1形は1935年4月に完成し、8月までに全57両が完成した。これら初期のGG1形は旅客用に設計され、一方P5A形のほとんどは貨物用にされた。後に製造されたGG1形の中にも貨物用とされたものがある。GG1形の総生産数は139両となった。100マイル毎時 (160 km/h) で定格4620馬力 (3,450 kW) を発揮する。
1999年8月26日、アメリカ合衆国郵便公社は20世紀のアメリカの列車に関する記念33セント切手を発行した。この記念切手は、1930年代から1940年代にかけての5本の旅客列車をとりあげている。その中に議会特急（ニューヨーク－ワシントン間のコングレッショナル号）を牽くGG1形がある。ペンシルベニア州公式の電気機関車としてGG1形4859号が選定されている。1987年12月18日にこの指定を受けて、ペンシルベニア州ハリスバーグで展示されている。

#### その他の電車
- Silverliner I（シルバーライナーI）

1958年にバッド社で製造された軽量ステンレス製電車。1956年同社製の軽量ステンレス製客車 "Pioneer III" をベースにした電車で、当初は客車と同じ "Pioneer III" を名乗った。東急7000系電車などで採用された「パイオニアIII台車」は、この客車・電車で開発・採用され、バッド社と東急車輛製造との提携により日本に持ち込まれた。
- Silverliner II（シルバーライナーII）

1963年にバッド社で製造された軽量ステンレス製電車。のちにSEPTAで使用された。
- Silverliner III（シルバーライナーIII）

1967年に St. Louis Car 社で製造された軽量ステンレス製電車。のちにSEPTAで使用された。
- Metroliner（メトロライナー）

1967年にバッド社で製造された「メトロライナー」用のステンレス製高速電車。電気機器はゼネラル・エレクトリック (GE)・ウェスティングハウス (WH) 製。

### ディーゼル機関車

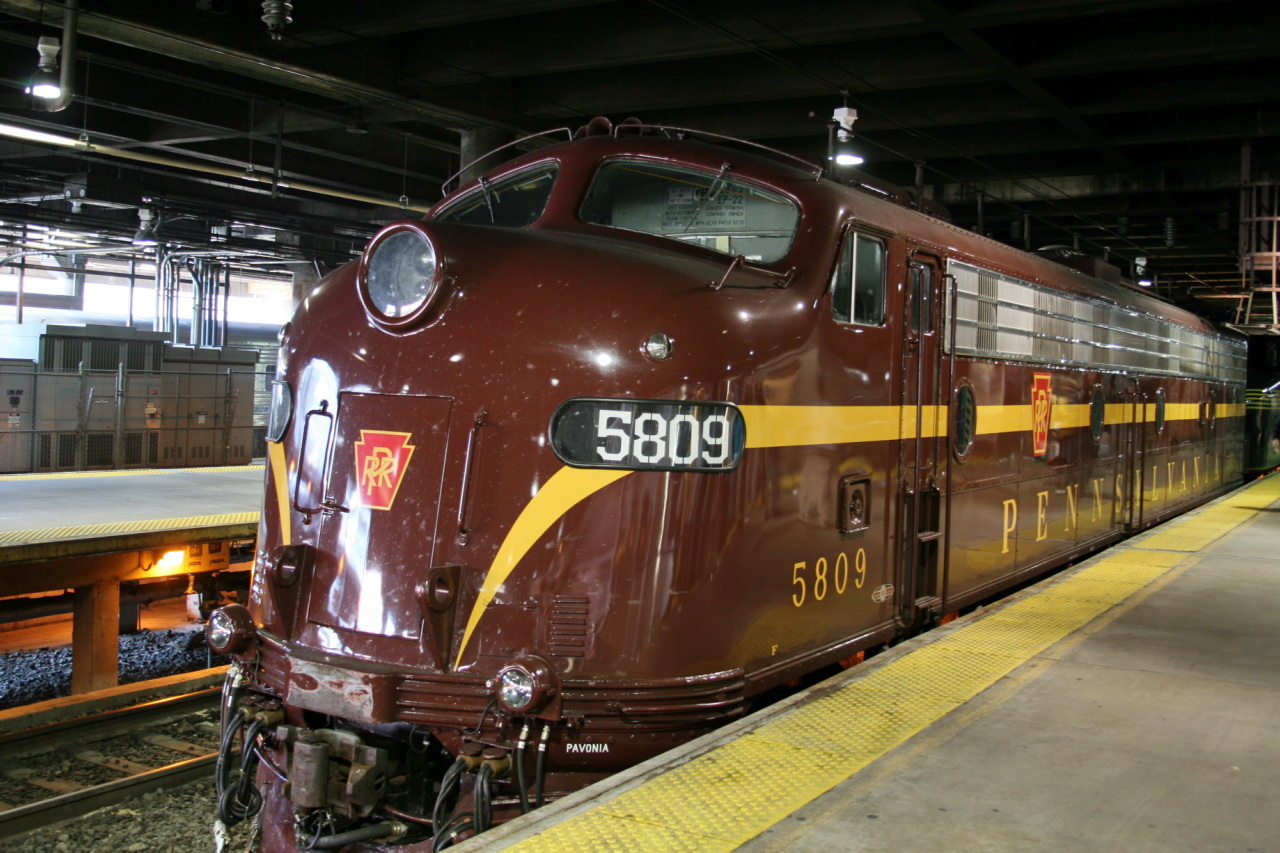
PRRのEMD E8ディーゼル機関車5809号

1940年代半ば、PRRはディーゼル機関車の導入を開始した。1945年から1949年にかけて、ゼネラルモーターズの機関車部門エレクトロ・モーティブ・ディビジョン (EMD) からEシリーズのE7を74両購入した。これらにはPRRからEP20形の形式を与えられた。このうち60両が運転台付のAユニットとされた。残りの14両がBユニットで、Aユニットから制御される運転台なしのものである。現在、Aユニット1両がストラスバーグで静態保存されており、500両以上製造されたE7の中で、唯一の保存機である。
さらなるディーゼル機関車としてボールドウィン製DR-12-8-1500/2、通称「センチピード」（ムカデ）が24両導入され、BP60形とされた。この機関車は信頼性の問題からすぐに時代遅れとなった。こうした機関車は補助的な運用に回されることになった。
1948年には、DR-6をボールドウィンから27両購入した。これらの機関車はPRRではBP20形となった。当初は旅客用とされたがトラブルが多く、BF16z形に再分類されて貨物用となったものもある。
1950年から1952年にかけて、PRRはEMDからさらに74両を購入した。これらはE7の後継のE8であった。これはすべてAユニットであった。PRRではEP22s形に分類された。現在、2両が動態保存、他社塗装になったものを含めて10両以上のE8が静態保存されている。

## 旅客列車

### ブロードウェイ特急
ニューヨーク・セントラル鉄道の20世紀特急に対抗して1912年に登場したニューヨーク - シカゴ間の優等列車。PRRはシカゴとニューヨークという二大都市を持ち、ニューヨーク・セントラル鉄道というライバルがあったことから、優等列車の運行に熱心な鉄道会社であった。19世紀末、ニューヨーク・セントラル鉄道はワグナー・パレスカー・カンパニーという独自の寝台車会社を保有していたため、両者の競争はプルマン社とワグナー社という二大寝台車会社の競争であった。19世紀末には、プルマン寝台車のみで組成された優等列車、ペンシルバニア特急を登場させている。
19世紀末、ワグナー社はプルマン社に吸収され、寝台車に関しては画一化が進んだが、列車速度や総合的な列車のデザインを競いあうようになった。こうした流れの中、生まれた列車がブロードウェイ特急で、食事や理髪のサービス、列車秘書の乗務などで、当時のアメリカの優等列車の中でも最高水準のサービスを提供していた。
「ブロードウェイ」の名称は、ニューヨーク・マンハッタンの劇場街「ブロードウェイ」に因んだものではなく、運転区間が最重要幹線かつ複々線（→"Broad way": 幅広の道、メインストリート）であったことに由来する。
20世紀特急と同様、鉄道の衰退に伴い、サービスの水準は徐々に低下したが、ブロードウェイ特急の名前は永らく残り、1990年代までニューヨーク - シカゴ間を結ぶ列車として運行を続けた。

### メトロライナー
ニューヨークとワシントンを約3時間、最高速度200 km/h運転を目指し、電車列車として登場。日本の新幹線に刺激されたとも言われている。PRR時代に計画され、専用車両のメトロライナー電車も製造されたが、運転開始はペン・セントラル鉄道発足後の1969年となった。同社の倒産後はアムトラックが運行する。1980年代前半には電車の故障が頻発し、列車名はそのままに電気機関車（AEM-7）+客車（アムフリート）に置き換えられ、アセラ・エクスプレス登場により2006年に運行を終了した。

### その他の主要列車（1940年代）
- スピリット・オブ・セントルイス （ニューヨーク - セントルイス） 全車プルマン寝台
- マンハッタン特急 （ニューヨーク - シカゴ）
- クリーブランダー （ニューヨーク - クリーブランド）
- シンシナティ特急 （ニューヨーク - シンシナティ）
- ペンシルバニア特急 （ニューヨーク - シカゴ）
- ジェネラル （ニューヨーク - シカゴ）
- リバティー特急 （ワシントン - シカゴ）
- アメリカン （ニューヨーク - セントルイス）
- レッド・アロー （ニューヨーク - デトロイト）
- アドミラル （ニューヨーク - シカゴ）
- トレイル・ブレーザー （ニューヨーク - シカゴ） 全車座席列車
- ゴールデン・アロー （ニューヨーク - シカゴ）
- エジソン （ニューヨーク - ワシントン） 全車プルマン寝台
- スピーカー、レジスレーター、ジュディシャリ、ポトマック、レプリゼンタティブ、エグゼクティブ、リージョン、アーリントン、マウント・ヴァーノン、コンスティテューション、コングレッショナル、アンバシー （ニューヨーク - ワシントン） 昼行座席列車、パーラーカー連結
- パトリオット、コロニアル、セネター （ボストン - ワシントン） 昼行座席列車、パーラーカー連結
- フェデラル （ボストン - ワシントン）

## 主な旅客駅
PRRは単独で、あるいは他の鉄道会社と共同で、大都市に大規模旅客駅を建設していた。こうした壮大な駅は、PRRの膨大な旅客輸送網のハブとして機能していた。こうした駅の多くは現在でも使用されており、アムトラックや地域の旅客鉄道が運行している。

### ブロードストリート駅（廃駅） - フィラデルフィア
ブロードストリート駅は、PRRが建設した大きな旅客駅で最初のものである。1881年に開業し、1890年代初期にフィラデルフィアの建築家フランク・ファーネスにより大きく拡張された。その存在期間中、シティホールと並んでフィラデルフィアのもっとも重要な建築であり、30年間にわたって91 m幅のトレイン・シェッドは世界最大であった。フィラデルフィアの都心におかれたPRRのターミナル駅であった。1953年にすべての運行を30丁目駅(30th Street Station)に移転して廃止となった。

### ペンシルベニア駅 - ボルチモア
ボルチモアの中心駅で、建築家のケネス・マーチソンの設計により1911年にボザール様式で建設された。アムトラックおよびMARCの通勤列車が使用している。駅へのアプローチは両方ともトンネルで、南側にボルチモア・アンド・ポトマックトンネルが、北側にユニオントンネルがある。

### ユニオン駅 - シカゴ
PRRがミルウォーキー鉄道やシカゴ・バーリントン・アンド・クインシー鉄道と共同で建設したのがシカゴのユニオン駅で、鉄道の駅として使用され続けているシカゴの古い駅としては唯一である。シカゴにかつてあった6つの旅客駅のうち他は解体されるか改造されて他の目的に使われている。グラハム・アンダーソン・プロブスト・アンド・ホワイトの設計でボザール様式である。

### ペンシルベニア駅 - ニューアーク
ニューアークのペンシルベニア駅はマッキム・ミード・アンド・ホワイトの設計で、重要な建築であると考えられている。1930年代にPRRの北東回廊のインフラストラクチャーとして建設され、近年改良された。アールデコ様式とネオクラシカル様式の混合である。アムトラックの列車のすべてが止まり、ジャージーシティとマンハッタンへのパストレインとニューアーク地下鉄の3本の通勤列車が使用している。

### ペンシルベニア駅 - ニューヨーク
当初のニューヨークのペンシルベニア駅は、有名な設計事務所マッキム・ミード・アンド・ホワイトによって古代ローマのカラカラ浴場をモデルとして設計された。巨大なトレインシェッドと壮大な高いアーチ天井の旅客ターミナルで知られていた。この建物は鉄道の衰退期に再開発のために解体された。ニューヨークのペンシルベニア駅は、ニュージャージー州側からフェリーに乗り換えずにマンハッタンに直接乗り入れるために1910年に建設され、PRR自身の列車とPRRの子会社であるロングアイランド鉄道の列車が乗り入れていた。1963年の駅舎の解体に際してはプラットホームや番線には影響が及ばず、一部の階段も残されている。

### 30番通り駅（30丁目駅） - フィラデルフィア
フィラデルフィアの30丁目駅（30番通り駅）には、堂々として伝統的な建築様式の巨大な待合室と入口がある。建築的には明らかに古典的なものだが、実際にはモダンやアールデコが流行っていた1930年代に建設されている。都市間輸送や近郊輸送を増加に対応するために建設された。地理的には32番通り駅を、機能的にはブロードストリート駅を代替している。現在はフィラデルフィアの中心駅で、長距離列車と通勤列車の両方が発着する。

### ユニオン駅 - ワシントンD.C.
ワシントンD.C.のユニオン駅は、ボルチモア・アンド・オハイオ鉄道と共同で建設されたもので、PRRのワシントンD.C.における旅客輸送のハブとして、またボルチモア・アンド・オハイオ鉄道およびサザン鉄道との接続駅として機能した。駅は建築家ダニエル・バーナムの設計で1908年に開業した。リッチモンド・フレデリクスバーグ・アンド・ポトマック鉄道が約100マイル（約160 km）南にあるバージニア州リッチモンドへとつながっており、ここで大手の南北連絡鉄道でカロライナやジョージア州、フロリダ州などへ運行していたアトランティック・コースト・ライン鉄道やシーボード・エア・ライン鉄道に接続していた。

## 経営陣

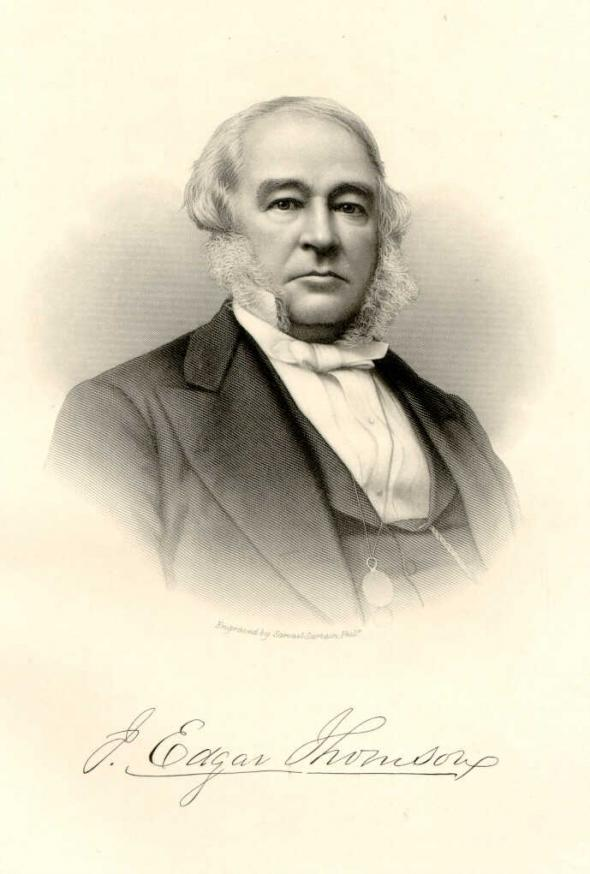
第3代社長のトムソン。

歴代のPRR社長を以下に示す。
- サミュエル・メリック（英語版） (1847年 - 1849年）
- ウィリアム・C・パターソン（William C. Patterson、1849年 - 1852年）
- ジョン・エドガー・トムソン（英語版）（1852年 - 1874年）  - 初代主任技師および第3代目社長として、事業を全国規模に拡大した。
- トマス・アレクサンダー・スコット（1874年 - 1880年）
- ジョージ・ブルック・ロバーツ（英語版）（1880年 - 1896年） - 門野重九郎を技師として4年間研修させた[28]。
- フランク・トムソン（英語版）（1897年 - 1899年）
- アレクサンダー・カサット（英語版）（1899年 - 1906年）
- ジェームズ・マクリー（英語版）（1907年 - 1912年）
- サミュエル・リー（英語版）（1913年 - 1925年）
- ウィリアム・ウォレス・アッターベリー（英語版）（1925年 - 1935年）
- マーティン・クレメント（Martin Clement、1935年 - 1948年）
- ウォルター・フランクリン（Walter Franklin、1948年 - 1954年）
- ジェームズ・サイメス（James Symes、1954年 - 1960年）
- アレン・グリーナウ（Allen Greenough、1960年 - 1968年）

PRRのCEO
- ジェームズ・サイメス（James Symes、1960年 - 1963年）
- スチュアート・サウンダーズ（英語版）（1963年 - 1968年）